# Morningside Heights (Manhattan)

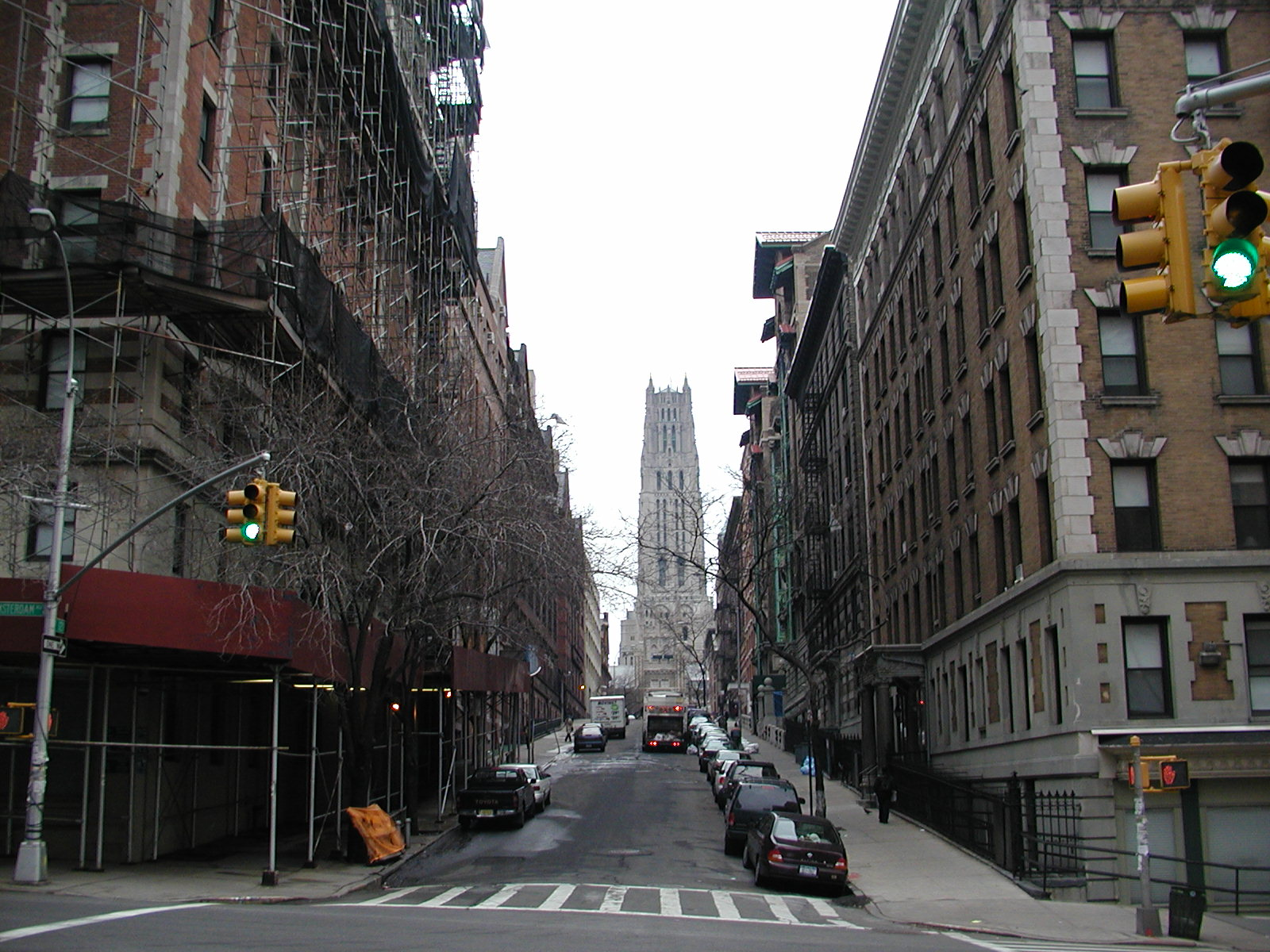
Oeste de la calle 121 vista desde Amsterdam Avenue, con la Riverside Church al fondo.

Morningside Heights es un barrio de la isla de Manhattan, Nueva York (Estados Unidos). Limita con Upper West Side al sur, Harlem al norte, Riverside Park al oeste, y el parque Morningside al este. Broadway lo atraviesa por el lado norte.
Morningside Heights es a veces considerado como una simple parte del Upper West Side, que cubre todo el lado oeste y noroeste de Central Park. El barrio es apodado "Academic Acropolis", ya que se trata de uno de los puntos más elevados de Manhattan y en él se encuentran varias instituciones académicas importantes. La parte más grande es ocupada por el campus de la Universidad de Columbia, que posee también otros inmuebles en la orilla. Se encuentra en el barrio, también, el Barnard College (un colegio de Columbia reservado para mujeres), Union Theological Seminary, Jewish Theological Seminary, Manhattan School of Music y el Bank Street College of Education.
El principal destino turístico es la Catedral Saint John the Divine, que asegura ser la catedral más grande del mundo anglicano y la cuarta más grande del cristianismo. Este colosal edificio religioso, de estilo neogótico, fue construido entre 1892 y la Segunda Guerra Mundial. Está incompleto y las obras de reconstrucción siguen en curso.
El barrio fue el escenario de una notable batalla conocida como Battle of Harlem Heights, el 16 de septiembre de 1776, durante la Guerra de Independencia.